# Penisola De-Friz
La penisola De-Friz (in russo полуостров Де-Фриз) si trova sulla costa settentrionale del golfo dell'Amur, in Russia, a nord della città di Vladivostok. Si affaccia sul mar del Giappone e appartiene al Nadeždinskij rajon, nel Territorio del Litorale (Circondario federale dell'Estremo Oriente). Sulla penisola si trova l'omonimo villaggio di De-Friz.
La penisola prende il nome da Džejms Kornelius De-Friz (Джеймс Корнелиус Де-Фриз) uomo d'affari il cui vero nome era James Cornelius De Vries, che visse sulla penisola e a Vladivostok.

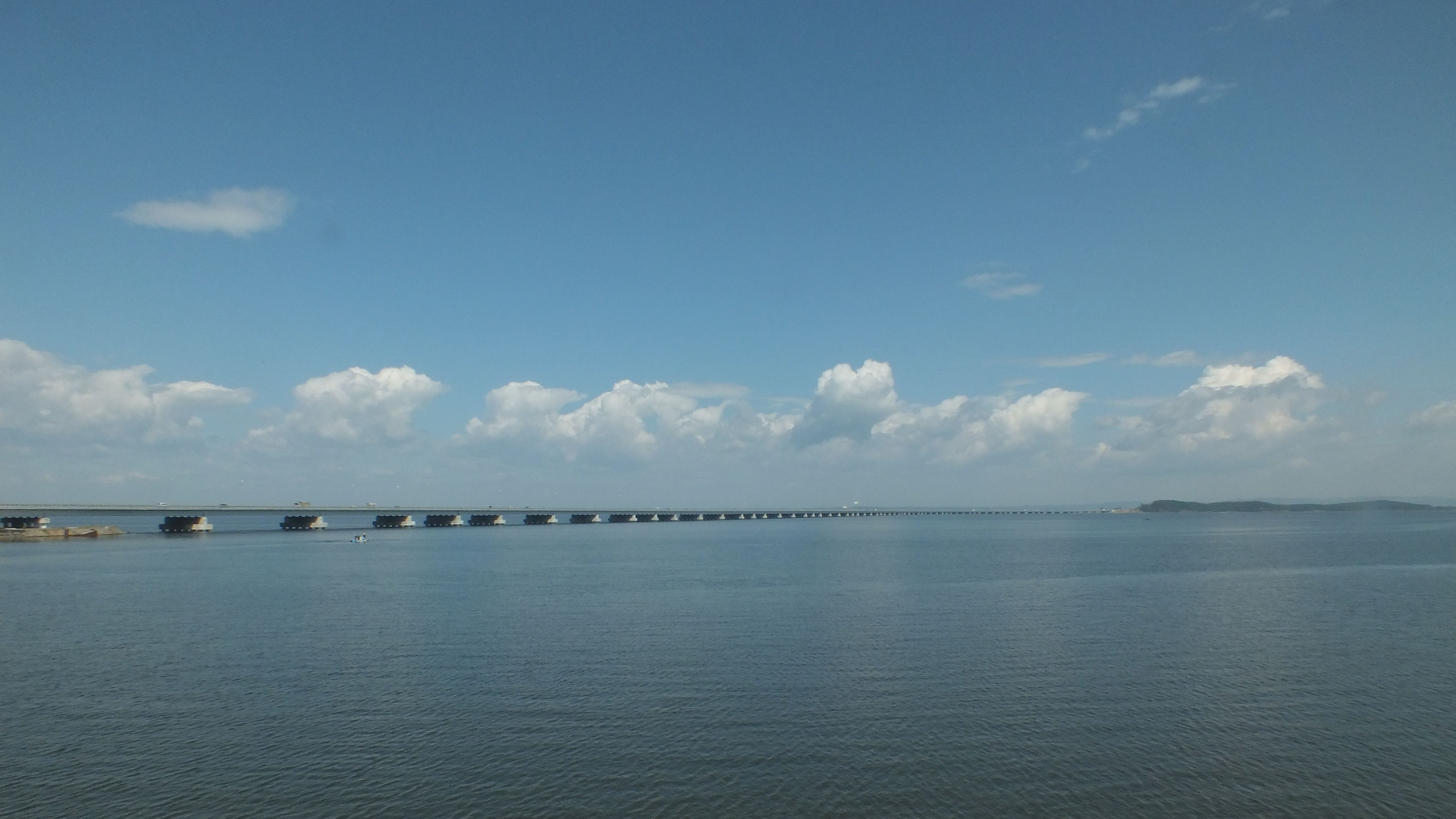
Il viadotto

La penisola De-Friz delimita a ovest la baia Uglovoj. Un'autostrada (la tratta Novyj-penisola De-Friz-Sedanka-baia Patrokl della A-370) corre lungo l'intera penisola e la collega con un basso viadotto a Vladivostok.